# Люцерна
Люце́рна (лат. Medicágo) — род однолетних и многолетних трав или полукустарников семейства Бобовые (Fabaceae), объединяющий 103 вида. Представители рода в основном произрастают в Средиземноморском районе.

## Название
Латинское родовое название Medicago происходит от греческих слов μηδική (πόα), означающих «мидийская (трава)»; из Мидии растение и попало в Грецию. Русское название, предположительно, происходит от латинского lucere — светить.

## Ботаническое описание
Большинство видов люцерны относится к группе поликарпических растений, у которых после плодоношения и созревания семян верхняя часть побегов отмирает, а почки и укороченные побеги (коронка) в базальной части сохраняют жизнеспособность и служат органами возобновления. Новые побеги в начале роста весной или после укоса используют накопленные ранее растением пластические вещества. Из стеблевых почек, расположенных в пазухах листьев основных стеблей, образуются ветви. Форма куста у люцерны соответствует форме коронки.

### Корневая система
Корневая система мощная, глубоко проникает в почву, развивается на основе зародышевого корешка семени. У люцерны синей (посевной) (Medicago sativa) корневая система стержневая, мощная, главный корень с боковыми разветвлёнными корнями проникает в почву на глубину до 10 м. У большинства дикорастущих видов корневая система стержнемочковатая: главный корень выражен только в начале вегетации, а в дальнейшем образуется большое число одинаковых по толщине корней. Мощная, глубоко расположенная корневая система люцерны способствует улучшению структуры почвы, повышает её водо- и воздухопроницаемость и способствует накоплению гумуса.
У некоторых экотипов люцерны формируется корневищная или корнеотпрысковая система. Так, сибирские формы люцерны жёлтой послужили исходным материалом для создания канадских сортов «Ризома», «Рамблер» и др., обладающих такими важными качествами, как корнеотпрысковость.
Благодаря симбиозу с азотфиксирующими клубеньковыми бактериями люцерна накапливает азот атмосферы в корнях и пожнивных остатках. На самых мелких корешках боковых корней развиваются клубеньковые бактерии, питающиеся за счёт плазмы клеток растений и вырабатывающие азотистые вещества из азота воздуха, которыми они обеспечивают как свои потребности, так и растения люцерны.

### Стебель и листья
Стебли ветвистые, образуют мощный куст высотой 50—150 см. Листья люцерны тройчатые, средний листочек на более длинном черешке, чем другие два, этим листья люцерны отличаются от листьев клевера, у листочков которых черешки одинаковые. Пластинка листа эллипсоидная, обратнояйцевидной или удлинённо-эллиптической формы с зазубренной верхней частью, часто опушённые с нижней стороны. Наиболее типичны листочки среднего яруса.

### Соцветия и цветки
Соцветие — кисть от головчатой до удлинённо-цилиндрической формы, длиной 1,5—8 см, образуется на верхушке стебля и боковых стеблях. Состоит из стержня, выходящего из пазухи листа и 12—26 цветков мотылькового типа, сидящих на коротких цветоножках. Цветение кистей на растении и цветков в кисти идёт снизу вверх. Цветки обоеполые. Венчик цветков у разных видов люцерны может быть одинаковым по окраске или сильно варьирует, имеет все оттенки синего, лилового, жёлтого цветов, бывает пёстрым или белым.

#### Биология цветения и оплодотворения
Люцерна — факультативный перекрестник энтомофильного типа. Строение её цветка препятствует само- и ветроопылению. Венчик, как и у других бобовых, имеет пять лепестков: два нижних сросшихся в нижней части, образуют лодочку, два боковых — вёсла и верхний — парус. Внутри закрытой лодочки находится колонка цветка, состоящая из девяти сросшихся основаниями тычиночных нитей, образующих желобок с несросшимися верхними краями, в котором располагается пестик. Щель между краями жёлоба прикрывается десятой свободной тычинкой.
В закрытом цветке, готовом к оплодотворению, колонка в лодочке находится в напряжённом состоянии и удерживается от выбрасывания замковым аппаратом цветка — роговидными отростками лепестковых вёсел у основания колонки, входящими в углубление.
Люцерна имеет взрывной тип опыления.
Одиночные дикие пчёлы при сборе нектара садятся на лодочку цветка, упираясь головой в парус, просовывают головку и хоботок в трубочку венчика и одновременно нарушают замковый аппарат цветка. Пыльники и рыльце при выбрасывании колонки (триппинге) с силой ударяются в челюсть дикой пчелы, в грудь или в основание горловой выемки, где скапливается комочек пыльцы от разных цветков. Рыльце неопылённого цветка люцерны покрыто плёнкой или пелликулой, под которой находится секрет, состоящий главным образом из липидных глобул и белков, растворённых в жидкой фазе. При вскрывании цветка и ударе рыльца о парус поверхность рыльца нарушается, становится липкой, и пыльца, принесённая пчёлами, и с паруса (то есть чужая и собственная) прилипает к нему.
Культурная медоносная пчела собирает нектар не через зёв венчика, а сбоку цветка через щель между веслом и парусом, при этом открываются только единичные цветки (1—3 % в полевых условиях), у которых колонка ударяется в горловую выемку и ущемляет хоботок насекомого, поэтому медоносные пчёлы неохотно посещают семенники люцерны или собирают нектар с уже открытых цветков.
Без раскрытия цветков опыление люцерны почти не происходит (менее 1 %). В завязи люцерны закладывается 6—18 семяпочек, однако число зрелых семян в бобе обычно не превышает 2—4, редко 7—9. Уменьшение числа семян в бобе связано с отмиранием зародышевых мешков до опыления и после оплодотворения. Одной из причин образования меньшего числа семян могут быть низкая интенсивность роста и недостаточное число пыльцевых трубок на одну завязь.
Цветение травостоя люцерны в благоприятных условиях продолжается 20—30 дней. Каждая кисть цветёт около 10 дней, ежедневно в ней распускается в среднем пять цветков. Способность пестика к оплодотворению сохраняется в течение 3—5 дней. Наиболее благоприятна для раскрывания цветков, прорастания пыльцы и лёта насекомых-опылителей солнечная, сухая, тёплая погода, лучшее время дня — с 11 до 15 часов. В зоне орошаемого земледелия при температуре воздуха 38—40 °C и хорошем тургоре цветков наблюдается их автотриппинг (массовое самопроизвольное раскрытие), ветер в это время может усилить распространение пыльцы, что способствует попаданию её на другие цветки.
Люцерна обладает генетической системой самонесовместимости, то есть собственная пыльца не прорастает или не производит оплодотворения, хотя практически в каждой популяции можно выделить самофертильные формы.

### Плод и семена
Плод — многосемянный боб, коричневой или бурой окраски. Бобы у разных видов неодинаковой формы. Они могут быть мелкие серповидные или спирально закрученные в один или 2—5 оборотов. Семена мелкие, почковидные, угловатые, фасолевидные, овально-почковидные, овальные, жёлтой, светло-бурой и буровато-коричневой окраски. Масса 1000 семян 1,8—2,5 г. Часть семян имеет плохо проницаемую семенную оболочку (твёрдые).

## Происхождение и распространение
Люцерна в качестве кормового растения известна с древности, примерно 6—7 тыс. лет. Наибольшее разнообразие генетического материала сосредоточено в трёх центрах происхождения: Среднеазиатском, Переднеазиатском и Европейско-Сибирском. Это Центральная Азия, Персия, Кавказ, Закавказье, то есть территориально близкие или непосредственно входящие в регионы СНГ. Средиземноморский и Североамериканский генетические центры вторичные. Они сыграли важную роль в эволюции, селекции и распространению культурных форм люцерны по земному шару. Большое разнообразие однолетних видов этой культуры имеется в Австралии, где образовался вторичный генцентр двух подродов.
В Российской Федерации под люцерной занято около 4 млн га, из которых почти 600 тыс. га сосредоточено в нечернозёмной зоне.

## Химический состав
Листья и плоды люцерны содержат минеральные элементы (калий, кальций, фтор и др.), различные углеводы, белки, жирные кислоты, эфирные масла, пектины, сапонины, тритерпиноиды, растительные стероиды, ферменты, хлорофилл, алкалоиды, гормоноподобные вещества, каротин.

## Виды
По информации базы данных The Plant List (2013), род включает 103 вида
.

## Применение в сельском хозяйстве
Сено люцерны отличается высокими кормовыми качествами, по этому показателю занимает первое место среди кормовых культур, содержит большое количество белков, фосфор, кальций, незаменимые аминокислоты. 100 кг сена люцерны соответствуют 50,2 кормовым единицам и содержат 13,7 кг переваримого белка.
Люцерна используется в кормовых целях в зеленом виде или для заготовки кормов (сена, сенажа, травяной муки). 100 кг свежей травы, убранной в фазе цветения, соответствуют 21,3 кормовым единицам и содержат 4 кг переваримого белка.
100 кг травяной муки соответствуют 85 кормовым единицам, содержат 10-14 кг перевариваемого белка и 25-30 г каротина.

### Лекарственное применение
Люцерна посевная применяется в лекарственных целях. Её используют при заболеваниях кишечника, желудка, щитовидной железы, для улучшения обмена веществ, усиления лактации, нормализации состояния кровеносной системы, понижения уровня холестерина, снижения сахара в крови, повышения уровня гемоглобина в крови.
Некоторые виды используют как декоративные и лекарственные (Medicago sativa, Medicago falcata) растения.
Фитоконцентраты люцерны посевной используются в средствах по уходу за кожей.
Исследования, проведённые в Национальном институте рака (США), показали, что люцерна способствует нейтрализации канцерогенов в пищеварительном тракте, обволакивая их и помогая вывести из организма.

## Болезни и вредители
Вредители люцерны — люцерновая совка (Heliothis viriplaca), люцерновая галлица (Contrarinia medicaginis), люцерновый клоп (Adelphcoris lineolatus), луговой мотылёк (Pyrausta sticticalis), клубеньковые долгоносики и др. Из болезней люцерны наибольшее распространение получили — фузариозное увядание, аскохитоз, пероноспороз, ржавчина, мучнистая роса, пятнистости.

## Сорта люцерны
Большинство выращиваемых в России сортов относятся к культурным подвидам тетраплоидных люцерны посевной (Medicago sativa) и изменчивой (Medicago × varia). Виды тетраплоидной люцерны жёлтой (Medicago falcata) и северной диплоидной Medicago borealis представлены небольшим числом сортов. Остальные виды изучают и используют в качестве исходного материала для селекции.
В России для выращивания в полевых севооборотах рекомендуют 70 сортов люцерны. Наиболее распространены следующие сорта:
- Северная гибридная — пёстрогибридный сортотип. Куст прямой, высота растений 60—70 см. Сорт скороспелый, зимостойкий, быстро отрастает после укоса. В условиях Центрального района Нечернозёмной зоны даёт два укоса[11].
- Марусинская 425 — жёлтогибридный сортотип. Стебли тонкие высотой, 45—65 см. Позднеспелый сорт. Хорошо переносит непродолжительное затопление. Слабо поражается бурой пятнистостью и ржавчиной. Рекомендуется к использованию во многих регионах России[12].
- Невеста севера — главным отличием сорта является жёлтый цвет лепестков цветка и спиралевидный боб (1,5—5 оборотов). Благодаря форме боба возможно промышленное семеноводство сорта. Жёлтый цвет цветка является геномным маркером вида Люцерна жёлтая. Доля «фалькатного» генома в сорте не меньше 25 % и больше. Для сорта характерна самоплодность. Форма куста прямостоячая. Высота до 1 м. Устойчив к полеганию. Сорт создан для украинского Полесья. Хорошо переносит песчаные и слабокислые почвы. В реестре сортов Украины с 2007 года. Районирован во всех зонах Украины (степь, лесостепь и Полесье)[13].
- Бибинур — сорт синегибридной люцерны. Выведен в 1995 году селекционерами Р. С. Еникеевым, Г. К. Зариповой, Х. Г. Кашаповым путём отбора из гибридной популяции люцерны переопылением образцов Всероссийского института растениеводства. Цветки сорта Бибинур имеют оттенки фиолетового цвета. Урожайность за два укоса — 338 ц/га[14].

## Классификация

### Таксономия
Medicago L., 1753, Sp. Pl.: 778
Род Люцерна относится к подсемейству Мотыльковые (Papilionoideae) семейства Бобовые (Fabaceae) порядка Бобовоцветные (Fabales). Таксономическая схема в соответствии с Системой APG IV по состоянию на декабрь 2023 года:
|  |                                      |  |                                   |                                   |                   |  | ещё 3 семейства | ещё 3 семейства   |                          |  |                                                              |  | еще 523 рода | еще 523 рода |  |
|  |                                      |  |                                   |                                   |                   |  | ещё 3 семейства | ещё 3 семейства   |                          |  |                                                              |  | еще 523 рода | еще 523 рода |  |
|  |                                      |  |                                   | порядок Бобовоцветные             |                   |  |                 |                   | подсемейство Мотыльковые |  |                                                              |  |              |              |  |
|  |                                      |  |                                   | порядок Бобовоцветные             |                   |  |                 |                   | подсемейство Мотыльковые |  | 127 подтвержденных видов и 27 видов, ожидающих подтверждения |  |              |              |  |
|  | отдел Цветковые, или Покрытосеменные |  |                                   |                                   | семейство Бобовые |  |                 |                   | род Люцерна              |  |                                                              |  |              |              |  |
|  | отдел Цветковые, или Покрытосеменные |  |                                   |                                   |                   |  |                 |                   |                          |  |                                                              |  |              |              |  |
|  |                                      |  | ещё 63 порядка цветковых растений | ещё 63 порядка цветковых растений |                   |  |                 | еще 5 подсемейств | еще 5 подсемейств        |  |                                                              |  |              |              |  |
|  |                                      |  |                                   | ещё 63 порядка цветковых растений |                   |  |                 |                   | еще 5 подсемейств        |  |                                                              |  |              |              |  |

### Синонимы
- Cochleata Medik.
- Crimaea Vassilcz.
- Diploprion Viv.
- Factorovskya Eig
- Kamiella Vassilcz.
- Lupularia (Serg.) Opiz
- Lupulina Noulet
- Medica Mill.
- Medicula Medik.
- Nephromedia Kostel.
- Rhodusia Vassilcz.
- Spirocarpus Opiz
- Trifillium Medik.
- Turukhania Vassilcz.

Более ранние классификации включают в род различное количество видов, а также предлагают различные варианты системы промежуточных таксонов.
В природе насчитывается около 100 однолетних и многолетних видов люцерны, из которых примерно 60 видов произрастает на территории бывшего СССР и около 40 видов в России. В определителе П. Ф. Маевского «Флора средней полосы европейской части России» (2006) указаны 9 видов люцерны:
- Medicago caerulea Less. ex Ledeb. — Люцерна голубая
- Medicago cancellata M.Bieb. — Люцерна сетчатая, или Люцерна решетчатая
- Medicago denticulata Willd. — Люцерна зубчатая, или Люцерна мелкозубчатая[18]
- Medicago falcata L. — Люцерна жёлтая, или Люцерна серповидная[19], или Буркун[18] [= Medicago borealis Grossh., Medicago romanica Prod.]
- Medicago glutinosa M.Bieb. — Люцерна железистая
- Medicago lupulina L. — Люцерна хмелевидная, или Люцерна хмелевая[18], или Буркунчик[18]
- Medicago minima (L.) Bartalini — Люцерна маленькая
- Medicago polychroa Grossh. — Люцерна разноцветная
- Medicago sativa L. typus[1] — Люцерна посевная

Некоторые другие виды:
- Medicago rotata Boiss.
- Medicago truncatula Gaertn.

По разработанной в России классификации, люцерна включает подрод Medicago subg. Falcago (Rchb.) Grossh., объединяющий многолетние виды, которые используются в культуре и селекции и представляют полиплоидный ряд (2n = 16, 32, 48), а также подрод Medicago subg. Lupularia (Ser.) Grossh., объединяющий однолетние виды с односемянными плодами.
По другой классификации род делят на двенадцать секций, из которых две разделены на подсекции.